# Kurt Sachweh
Kurt Sachweh (* 10. Juni 1906 in Posen; † 7. Januar 1961 in Hannover) war ein nationalsozialistischer Funktionär und deutscher Politiker (GB/BHE). 

## Leben
Von 1913 bis 1916 besuchte Sachweh die Mittelschule Posen und von 1917 bis 1920 ebenda ein Humanistisches Gymnasium. Von 1920 bis 1926 besuchte er das Humanistische Wilhelms-Gymnasium Kassel. Von 1926 bis 1933 studierte er Rechtswissenschaft und Volkswirtschaftslehre in Marburg, München, Rostock, Göttingen und Berlin. 1933 absolvierte er die Erste Große Staatsprüfung am Oberlandesgericht Celle und 1937 die Große Staatsprüfung in Berlin. Von 1933 bis 1937 war er in Berlin Gerichtsreferendar beim Amtsgericht, beim Landgericht, beim Kammergericht und bei der Staatsanwaltschaft. Ab 19. Juli 1933 war er beim AG Lichterfelde, ab 3. Juli 1934 beim LG Berlin (Zivilsachen), ab 3. Januar 1935 bei einer Rechtsanwaltskanzlei, 3. Juni 1935 am LG Berlin (Anfragen),  8. August 1935 am AG Berlin, 30. Oktober 1935 am AG Schöneberg, 1. März 1936 im Reichsheimstättenamt. Von 1937 bis 1939 absolvierte er den juristischen Vorbereitungsdienst. Von 1938 bis 1939 war er Ermittlungsrichter beim Obersten Ehren- und Disziplinarhof und beim Ehren- und Disziplinargericht der DAF im Gau Berlin. Von 1939 bis 1945 war er Referent und Leiter der Finanzabteilung der Landesversicherungsanstalt Braunschweig (mit Freistellung für Wehrdienst).
Sachweh besuchte vom 24. August bis 17. Oktober 1936 das Gemeinschaftslager „Hanns Kerrl“ in Jüterbog und nahm an einem Lehrgang für politische Schulung teil. Zum 1. Mai 1937 trat er in die NSDAP ein (Mitgliedsnummer 4.575.991). 1938 absolvierte er einen außenpolitischen Lehrgang des außenpolitischen Schulungshauses der NSDAP in Berlin-Dahlem. 1937 war er in der NSV und von 1938 bis 1939 in der DAF. Im Juli 1933 war er in die SA eingetreten, wo er den Rang eines Rottenführers erreichte. Ab 1933 war er zudem Mitglied im NS-Rechtswahrerbund.
Von Juni bis November 1940 absolvierte Sachweh eine Funker-Ausbildung. Ab 2. März 1942 war er als Strafrichter in Shitomir in der Ukraine. Ab 1945 befand er sich in Kriegsgefangenschaft.
Vom Entnazifizierungs-Hauptausschuss Neustadt am Rübenberge wurde Sachweh am 16. Oktober 1948 in Kategorie V entnazifiziert.
Sachweh war während der zweiten Wahlperiode vom 8. Mai bis zum 3. Juli 1953 Abgeordneter des Niedersächsischen Landtages, in den er nach einer Neuauszählung der Stimmen nachträglich rückte. Er schied nach wenigen Wochen wieder aus, sein Nachfolger wurde Eberhard Stammer.